# Ischnolea spinipennis
Ischnolea spinipennis là một loài bọ cánh cứng trong họ Cerambycidae.